# 188576 Kosenda
188576 Kosenda è un asteroide della fascia principale. Scoperto nel 2005, presenta un'orbita caratterizzata da un semiasse maggiore pari a 1,9571979 UA e da un'eccentricità di 0,0398126, inclinata di 21,63772° rispetto all'eclittica.
L'asteroide è dedicato all'astronomo giapponese Setsuo Kosenda.